# 원썬
원썬(Onesun, 본명: 김선일, 1978년 11월 17일 ~ )은 대한민국의 래퍼이다.

## 생애
1990년대 말 한국 힙합이 본격적으로 태동하기 시작한 시기부터 당시 언더그라운드 힙합의 성지였던 클럽 마스터 플랜에서부터 활동을 시작한 1세대이다.
자신의 작업물에서는 주로 국악과 힙합의 퓨전으로 특색있는 음악을 선보였고, 클럽 마스터플랜이 문을 닫고 레이블로 선회한 이후에도 오랫동안 마스터플랜에 남아 2장의 LP와 1장의 EP, 2장의 싱글을 냈으나 별 재미는 못 봤다. 가리온부터 시작해 주석이나 데프콘, 바스코 등 여러 MP 소속 아티스트들이 줄줄이 탈출하여 각자도생하는 와중에도 꿋꿋이 남아 있어줬지만 MP의 홍보 능력은 원썬의 의리를 처참하게도 배반하기도 하다.
클럽 MP의 레이블 선회 당시 탈 MP를 선언했던 다 크루 등의 아티스트들은 레이블로서의 MP가 너무 상업화되는 것을 경계해서라고 그 근거를 밝혔는데, 아이러니하게도 레이블화된 MP는 상업화를 표방만 했을뿐 능력 부족으로 별 재미를 보지 못했다. 원썬은 그 피해자 중 하나이다.

## 앨범

### 싱글
- 어부사 (2001년 12월 24일)
- (re)Define Vol.3 - When I heard about U (디지털 싱글) (2009년 10월 19일)

### 정규
- 1집 《One》(2006년 12월 12일)
- 2집 《New old school》(2010년 8월 17일)

### OST
- 《두사부일체》OST - 꼬마 달건이 (2001년)
- 《굳세어라 금순아》OST - 굳세어라 금순아 2002 (2002년)
- 《강력3반》OST - One, Two, Three (Never gonna stop!) (2005년)

## 출연작

### TV
- 2016년 Mnet 《Show Me The Money 5》참가자
- 2016년 Mnet 《음악의 신 2》
- 2017년 Mnet 《Show Me The Money 6》참가자
- 2017년 tvN 《SNL 코리아》
- 2020년 Mnet 《너희가 힙합을 아느냐》

### CF
- 2017년 아리따움
- 2017년 블랙야크 엣지다운
- 2018년 동서식품 맥스웰